# Glyphinaphis bambusae
Glyphinaphis bambusae är en insektsart som beskrevs av Van der Goot 1917. Glyphinaphis bambusae ingår i släktet Glyphinaphis och familjen långrörsbladlöss. Inga underarter finns listade i Catalogue of Life.